# Джессі Секідіка
Джессі Секідіка (англ. Jesse Sekidika, нар. 14 липня 1996, Порт-Гаркорт) — нігерійський футболіст, нападник азербайджанського клубу «Сабах».

## Ігрова кар'єра
Народився 14 липня 1996 року в місті Порт-Гаркорт, Нігерія, але у ранньому віці переїхав до Великої Британії, де грав у футбол за команду Brooke House College у Лестерширі. На турнірі Кілського університету скаути «Манчестер Юнайтед» та «Сток Сіті» були зацікавлені в гравці, а Секідіка не зміг підписати контракт з жодним із цих клубів через суворі вимоги щодо дозволу на роботу в Британії та відсутність європейського паспорта Джессі. В результаті у серпні 2014 року Секідіка покинув Велику Британію та переїхав до Португалії, де приєднався до молодіжної команди «Оейраш», де провів пів року, після чого потрапив до академії місцевого гранду, клубу «Бенфіка».
На початку 2016 року Джессі приєднався до сербської команди «Напредак» (Крушевац), в якій провів два сезони, взявши участь у 44 матчах чемпіонату.
Влітку 2018 року він переїхав до Туреччини, приєднавшись до клубу другого дивізіону «Ескішехірспор», де провів наступні півтора роки. Своєю грою за останню команду привернув увагу представників тренерського штабу «Галатасарая», до складу якого приєднався у січні 2020 року. Відіграв за стамбульський гранд наступний рік своєї ігрової кар'єри, але основним гравцем не став. Тим не менш, нігерієць таки увійшов в історію клубу, коли забив свій перший єдиний гол у жовто-червоній футболці в матчі Суперліги проти «Денізліспора» 20 січня 2021 року, оскільки він став ювілейним 500-м голом «Галатасарая» на їх стадіоні «Тюрк-Телеком-Арена». Так і не закріпившись у команді, він здавався в оренди до клубів «Коньяспор», «Ауд-Геверле» та «Еюпспор», а потім 5 серпня 2022 року «Галатасарай» оголосив про розірвання контракту гравця за взаємною згодою. Після цього він підписав повноцінний контакт з «Еюпспором», з якого здавався в оренду у «Умранієспор».
У вересні 2023 року Секідіка приєднався до азербайджанського «Сабаху». Станом на 12 липня 2025 року відіграв за бакинську команду 67 матчів в національному чемпіонаті.

## Honours
- Володар Кубка Азербайджану: 2024/25